# Aslam Anis
Aslam Anis é um economista de saúde de Bangladesh e Canadá cujas principais áreas de envolvimento em pesquisa incluem pesquisa de serviços de saúde, medição de resultados relatados por pacientes, política de concorrência canadense na indústria farmacêutica e a relação custo-eficácia de tratamentos para HIV/AIDS.